# Menace
Menace je engleski punk sastav. Osnovan je 1976. godine. Utemeljili su ga Noel Martin (bubnjevi), Steve Tannett (gitara), Morgan Webster (pjevač) i Charlie Casey (bas-gitara). Usprkos tome što je sastav izdao nekoliko singlica, mnogo su utjecali na punk.
Često je svirao kao predgrupa grupi Sham 69. Prva godina je bila uspješna. Provokativna poruka njihovog drugog singla GLC je navukla bijes političkih krugova (GLC=Greater London Council), pa je grad London pokušavao zabraniti njihove koncerte, a većina radijskih postaja nije svirala tu pjesmu. Sastav je u potpunosti odgovarao punkerima i skinheadima.
Sastav je djelovao od 1976. godine. Članovi su Noel Martin, Charly Casey, Oddy i Uncle Albert. Nakon nepunih triju godina i petero objavljenih singlova pod trima etiketama, sastav se promijenio. Morgana Webstera je zamijenio John Lacey, a sastav je promijenio ime u The Aces. 
Kraj je došao krajem 1979. zbog manjka zanimanja izdavačkih kuća, jer su im izdanja bila zabranjivana i zbog manjka glazbenih novina, zbog etike radničke klase i što su članovi benda bili iz radničkih obitelji.

## Diskografija
- Screwed up / Insane Society (7", Illegal Records) 1977.
- GLC / I'm Civilised (7", Small Wonder) 1978.
- I Need Nothing / Electrocutioner (7", Illegal Records) 1978.
- The Young Ones / Tomorrow's World / Live For Today (7", Fresh Records) 1978.
- Last Year's Youth / Carry No Banners (7", Small Wonder) 1979.
- One Way Street / Why should it be mine (7", ETC Records) 1981. (pod imenom "The Aces")
- Society Still Insane/ GLC/ Insane Society/ The Young Ones (EP, Japan) 1999.
- C & A/ Punk Rocker/ It's Not Unusual/ Last Year's Youth (EP, Knock Out Records) 1999.
- Menace Live In Bermondsey (Livealbum, Japan) 2000.
- Crisis (Album, Captain Oi) 2001.
- Bad Cards / C & A (Split-EP mit Loikaemie, Knock Out) 2001.
- Rogues Gallery (Album, Captain Oi) 2003.
- Menace Punk Singles Collection (Captain Oi, 2005.)

## Vanjske poveznice
- http://www.menace77.co.uk//  Arhivirana inačica izvorne stranice od 10. kolovoza 2011. (Wayback Machine)